# غازی کنعان
غازی کنعان یک سیاست‌مدار و نظامی اهل سوریه و عضو حزب بعث سوریه بود که از ۴ اکتبر ۲۰۰۴ تا ۱۲ اکتبر ۲۰۰۵ که دست به خودکشی زد سمت وزارت کشور سوریه را برعهده داشت. وی هنگام مرگ ۶۳ سال سن داشت.